# Linköpings Skolmusikkår
Linköpings Skolmusikkår bildades 1906 och är förmodligen Sveriges äldsta ungdomsorkester.
Orkestern bildades på initiativ av handlaren Ludvig Granbom som också var den förste ledaren. Från 1908 ingick verksamheten inom Linköpings skolråd och har på detta sätt varit knuten till Linköpings kommun. En av de färgstarka ledarna var musikfanjunkaren John Boman som verkade i mer än 20 år, 1930-1951. I folkmun kallades då kåren för "Bomans pojkar".
Under folkskoletiden hette orkestern Linköpings folkskolors musikkår. När folkskolestyrelsen upphörde och blev skolstyrelse ändrades namnet till dagens. Det skedde 1960.
I Linköpings Skolmusikkårs mål ingår att låta ungdomar spela blåsorkester och ta del av svensk blåsmusiktradition.